# ثنائي المساري PIN

أجزاء الوصلة الثلاثية

الوصلة الثلاثية p-i-n أو PIN Diode في الإلكترونيات هي نبيطة اخترعها هيروشي نيشزاوا في اليابان عام 1950، وتتكون من ثلاث مكونات: شبه موصل موجب p وشبه موصل سالب n وبينهما شبه موصل ذاتي i، وبهذا تختلف عن الوصلة الثنائية. يتم تشويب الجزء الداخلي بكميات أقل بكثير من الجزئين الموجب والسالب، كما يتم تقليص عرض الجزء الموجب وزيادة عرض الجزء الداخلي ليكون أعرض من كلا الجزئين.
تجعل المنطقة الجوهرية i الواسعة من الترانسيستور الثنائي PIN مقومًا للتيار (وظيفة نموذجية واحدة للديود)، لكنها تجعله أيضا مناسبًا كموهن إلكتروني، وللمفاتيح السريعة، وأجهزة الكشف الضوئي وتطبيقات إلكترونيات الطاقة عالية الجهد.

## طريقة عملها
يعمل الديود PIN تحت ما يعرف بالحقن عالي المستوى. وبعبارة أخرى، فإن المنطقة "i" الوسطية تغمرها حاملات الشحنة من منطقتي "p" و"n". يمكن تشبيه وظيفتها بملء دلو ماء حيث الدلو ذو فتحة على الجانب. بمجرد وصول الماء إلى مستوى الفتحة، سيبدأ في التدفق. وبالمثل، فإن ال p-i-n هذا سيجري التيار بمجرد وصول الإلكترونات والفجوات المغمورة إلى نقطة التوازن، حيث يكون عدد الإلكترونات مساويًا لعدد الفجوات في المنطقة الوسطية المتحكمة. عندما يكون الديود متحيزًا bias للتوصيل إلى الأمام، يكون تركيز الشحنة المحقونة عادةً أعلى بعدة مرات من تركيز المنطقة i. بسبب هذا الحقن عالي المستوى يمتد المجال الكهربائي بعمق (تقريبًا الطول بالكامل) في المنطقة. يساعد هذا المجال الكهربائي في تسريع نقل ناقلات الشحنة من المنطقة P إلى المنطقة N، مما يؤدي إلى تشغيل أسرع للديود PIN، مما يجعله جهازًا مناسبًا للتشغيل عالي التردد.

## استعمالها
الهدف من إضافة شبه الموصل الذاتي i هو زيادة المسافة بين الموجب والسالب، أما المكسب من ذلك فهو:
- منطقة الشحنات الحرة التي تقع بين الموجب والسالب في الوصلة الثنائية هي عبارة عن مكثف، أي أن هناك ثابتًا زمنيًا لانتقال الشحنات عبر المكثف، وزيادة المسافة بين الموجب والسالب تقلل من السعة الكهربائية للمكثف الواقع بينهما وبذلك يختصر الثابت الزمني وتزداد السرعة؛ الأمر الذي يكفل بتشغيل النبيطة كمبدال عند ترددات وسرعات أعلى وبالتالي سرعة أعلى في نقل بيانات.
- عند استعمال النبيطة ككاشف ضوئي، فإن زيادة المسافة بين الجانبين الموجب والسالب تعين على استعمال أطوال موجية أطول من السابق لأن زيادة المسافة ستزيد أيضا من عمق التغلغل الذي يسمح للمواجات الكهرومغناطيسية باختراقه، وأيضا يمكن تسليط الموجة الضوئية على مساحة أكبر من السابق، ما يؤدي إلى ارتفاع الكفاءة التحويلية. وكذلك عند استعماله كخلية شمسية، فسيكون بالإمكان تحويل الطاقة من نطاقات ترددية أكبر من السابق وبالتالي تزداد الطاقة الكهربائية الناتجة.

## الخصائص

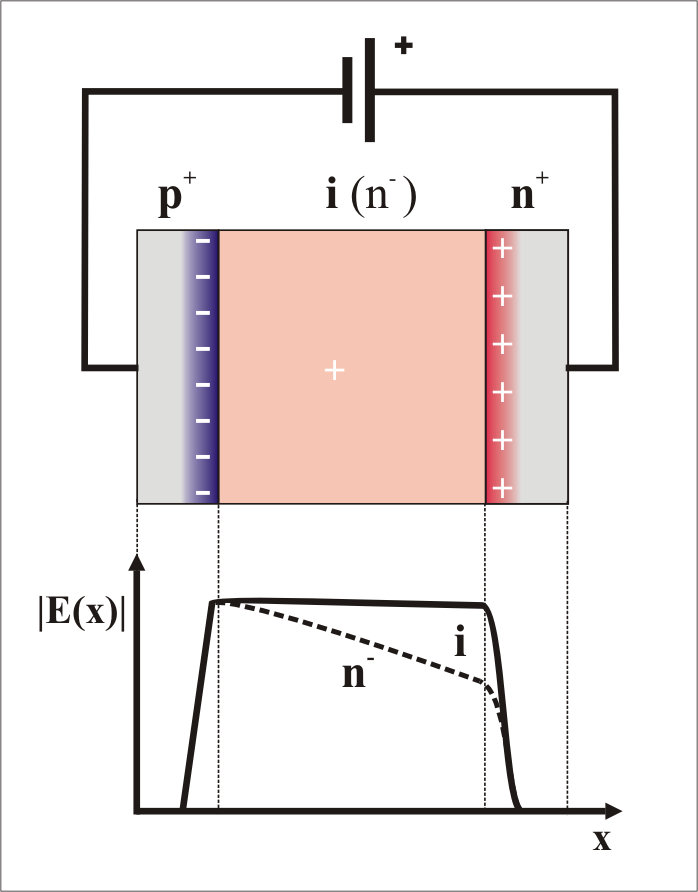
توزيع الشحنة في الديود PIN ذو الطرف السلبي المنحاز (أعلى) وما يرتبط به من توزيع شدة المجال الكهربائي (أدناه).

يتوافق الديود PIN مع معادلة الصمام الثنائي القياسية للإشارات منخفضة التردد. في الترددات الأعلى، يبدو الثنائي وكأنه مقاوم شبه مثالي (مقاومة خطية، حتى للإشارات الكبيرة). يحتوي الديود P-I-N على شحنة مخزنة كبيرة نسبيًا تنحرف في المنطقة الجوهرية السميكة. عند التردد المنخفض بدرجة كافية، يمكن مسح الشحنة المخزنة بالكامل وإيقاف تشغيل الثنائي. في الترددات الأعلى، فلا يوجد وقت كافٍ لاكتساح الشحنة من منطقة الانجراف، لذلك لا ينطفئ الصمام الثنائي أبدًا. الوقت اللازم لمسح الشحنة المخزنة من تقاطع الثنائي هو وقت الاسترداد العكسي، وهو طويل نسبيًا في الثنائي PIN. بالنسبة لمادة شبه موصلة معينة، ومقاومة على الحالة، والحد الأدنى من تردد اللاسلكي القابل للاستخدام، كما يمكن تعديل وقت الاسترداد العكسي. يمكن استغلال هذه الإمكانيات؛ يستغل نوع واحد من الترانسيستور الثنائي P-I-N، ثنائي إصلاح خطوي، تغيير المعاوقة المفاجئ في نهاية الاسترداد العكسي لإنشاء شكل موجة نبضة ضيقة مناسبة لـ مضاعفة التردد بمضاعفات عالية.
تتناسب مقاومة التردد العالي عكسًيا مع تيار تحيز bias التيار المستمر عبر الصمام الثنائي. وبالتالي، فإن الديود PIN، المنحاز بشكل مناسب، يمكن أن يعمل كمقاومة متغيرة. قد تختلف مقاومة التردد العالي هذه على مدى واسع (من  0.1 Ω إلى  10 kΩ في بعض الحالات ؛  النطاق المفيد أصغر، بالرغم من ذلك).
تعني المنطقة الوسطية i أيضًا أن الترانسيستور الثنائي سيكون له سعة منخفضة عندما يكون منحازا عكسيا.
في الترانسيستور الثنائي PIN، توجد منطقة النضوب تقريبًا داخل المنطقة الوسطية i. منطقة النضوب هذه أكبر بكثير مما هي عليه في الديود الثنائي PN وحجمها ثابت تقريبًا، بغض النظر عن التحيز العكسي المطبق على الترانسيستور الثنائي. هذا يزيد من الحجم حيث يمكن توليد أزواج فجوة وإلكترون بواسطة الفوتون الساقط. تستخدم بعض أجهزة الكاشف الضوئي، مثل الثنائيات الضوئية PIN وأجهزة الديود الضوئي (حيث يكون تقاطع جامع القاعدة عبارة عن ترانسيستور ثنائي PIN)، تستخدم تقاطع PIN في بنائها.
يحتوي تصميم الديود PIN على بعض الميزات الأخرى للتصميم. تؤدي زيادة مساحة المنطقة الجوهرية إلى زيادة شحنتها المخزنة مما يقلل من مقاومة حالة التردد الراديوي الخاصة بها مع زيادة سعة التحيز العكسي وزيادة تيار المحرك المطلوب لإزالة الشحنة أثناء وقت التبديل الثابت، دون أي تأثير على الحد الأدنى من الوقت المطلوب لكنس الشحنة من المنطقة الأولى. تؤدي زيادة سماكة المنطقة الجوهرية إلى زيادة إجمالي الشحنة المخزنة، وتقليل الحد الأدنى للتردد الراديوي، وتقليل سعة التحيز العكسي، ولكنها لا تقلل من مقاومة التردد الراديوي للانحياز الأمامي وتزيد من الحد الأدنى من الوقت المطلوب لكنس شحنة الانجراف و الانتقال من مقاومة الترددات اللاسلكية المنخفضة إلى المقاومة العالية. تُباع الديودات PIN تجاريًا في مجموعة متنوعة من الأشكال الهندسية لنطاقات ترددات راديوية واستخدامات أخرى.

## وصلات خارجية
بريمج يصور الاختلاف بين الوصلتين الثنائية والثلاثية